# Zeche Sachsen
Die Zeche Sachsen war ein Steinkohlebergwerk in Heessen. Sie wurde von 1912 bis 1976 betrieben und gehörte zusammen mit den Zechen Radbod, Heinrich-Robert und Maximilian zu den wichtigsten Arbeitgebern der Region um die Stadt Hamm im 20. Jahrhundert. Der damals für die Anlagen gewählte Name Sachsen nimmt auf die Ursprungsregion der Gewerkschaft Bezug, die in Eisleben (jetzt Sachsen-Anhalt) ihren Sitz hatte.

## Gründung
Schon 1903 führte die Mansfeldsche Kupferschiefer bauende Gewerkschaft Probebohrungen in Heessen durch und stieß dabei auf Fettkohle. Sie erwarb zwischen 1903 und 1906 vierzehn Steinkohlefelder, um damit die Versorgung ihrer eigenen Hüttenwerke mit der zur Verhüttung von Erzen benötigten Kokskohle zu sichern. Als Betriebsgelände wurden 1904 zwei Bauerngehöfte samt allen Flächen erworben, die an der Bahnstrecke Hamm–Minden und damit an der Abfuhrroute der Kohle nach Osten lagen. Somit stand für die Errichtung der Schachtanlage ein Gelände von 37 ha zur Verfügung. Für die Ansiedlung von Arbeitern kaufte man in den Folgejahren weitere Flächen hinzu, so dass die Gewerkschaft bald ca. 250 ha ihr Eigen nennen konnte. Im Sommer 1911 wurde ein Werksbüro als Verwaltung für die kommende Zeche eingerichtet, das auch später nach der Betriebsaufnahme diese Funktion behielt.
Am 12. Januar 1912 telegrafierte die Werksleitung an die Oberberg- und Hüttendirektion der Gesellschaft:

„Der erste Stich ward heut getan. Ein laut Glückauf schallt himmelan. Auf dass die Schächte wachsen! Dies meldet Zeche Sachsen.“

Die Oberberg- und Hüttendirektion antwortete mit einem Telegramm, das wie folgt lautete:

„Den Beamten und Arbeitern ein herzliches Glückauf zum begonnenen Werke; möge ohne Unfall es gelingen, die Schächte glücklich zur Kohle zu bringen.“

Die Teufarbeiten für Schacht Sachsen I hatten damit begonnen.
Kurz darauf wurden die Arbeiten auch an Schacht Sachsen II aufgenommen.
In 758,60 m erreichte man in Schacht I das Karbon und legte die erste Sohle in 846 m sowie die zweite Sohle in 949 m an. Schacht I erreichte zu diesem Zeitpunkt eine Gesamtteufe von 1050 m und Schacht II eine von 985 m. Das ländliche Dorf Heessen mit seinen 3000 Einwohnern veränderte in der Folge durch die Anlage von drei Bergmannssiedlungen („Alte Kolonie“, „Neue Kolonie“ und „Vogelsang“) sein Gepräge immer mehr in Richtung einer urbanen Siedlung. So wies die Zeche zwei Jahre nach Betriebsaufnahme bereits 540 Mann Belegschaft auf. Die Förderung wurde ebenfalls 1914 mit 13.866 t Kohle aufgenommen. Schon 1921 überschritt die Fördermenge die Grenze von einer halben Million Tonnen (503.649 t). Ebenfalls 1921 änderte die Muttergesellschaft ihre Rechtsform in eine Aktiengesellschaft und nannte sich Mansfeld AG für Bergbau- und Hüttenbetriebe. Die Hälfte der Kuxe der Gewerkschaft Sachsen wurde 1925 an die Continentale Handelsbank verkauft, die dem Otto-Wolff-Konzern in Köln nahestand. Mit dieser Maßnahme sollte neues Kapital für den Ausbau der Zeche beschafft werden, um in der wirtschaftlich schwierigen Zeit nach dem Ersten Weltkrieg zu bestehen.
So nahm am 1. April 1926 die Kokerei die Koksherstellung auf. Dennoch zwangen die Weltwirtschaftslage und die Lage in Deutschland die Zechenbetreiber dazu, etwa die Hälfte der Belegschaft zu entlassen. Zwischen 1923 und 1932 verloren daher circa 1800 Bergleute ihre Arbeit. Sogar eine Stilllegung der Schachtanlage wurde erwogen und vorbereitet. Die Proteste aus Kreis- und Gemeindeverwaltung, der Werksleitung und der Belegschaft verhinderten dies. Die Kumpel nahmen „freiwillig“ eine Kürzung ihrer Löhne um 10 % hin, ein Zustand, der bis 1935 anhielt. Dennoch geriet die Zeche 1935 erneut in die Gefahr, stillgelegt zu werden, da ein Grubenbrand die Hauptwasserhaltung der ersten Sohle schwer beschädigte und die Zeche damit das Schicksal der Zeche Maximilian zu teilen drohte, die bereits 1914 abgesoffen war. Die Grubenwehren von Sachsen und anderen Schachtanlagen brauchten neun Tage, um den Wassereinbruch abzudämmen und so die Zeche zu sichern, die nach dem Sümpfen den Betrieb wieder aufnehmen konnte.
Im Jahr 1936 wurde eine dritte Sohle auf 1022 m in Schacht I angelegt und ein Jahr später, am 25. September 1937, entstand westlich der Schächte I und II ein Wetterschacht an der Münsterstraße. Am 30. Oktober 1937 starben bei einem Strebbruch vier Bergleute.

## Die Zeche im Zweiten Weltkrieg
1939 erwarb die Betreibergesellschaft noch das Feld Maximilian mit den Schächten I und II der Zeche Maximilian, um einen künftigen Ausbau zu sichern. Allerdings trat man die Zeche mit Jahresbeginn 1940 an die Reichswerke AG für Erzbergbau und Eisenhütten Hermann Göring ab. Sie wurde innerhalb dieses Konzerns mit den Zechen Viktoria, Julia und Recklinghausen zur Steinkohlengewerkschaft der Reichswerke Hermann Göring zusammengefasst. Im gleichen Jahr wurden die begonnenen Teufarbeiten an Schacht III gestundet, da derartige „nicht notwendige“ Arbeiten während des Krieges verboten waren und bereits eine gewisse Materialknappheit eingetreten war. Diese Materialknappheit verschlimmerte sich mit dem Fortgang des Krieges. Dennoch erreichte Sachsen 1943 erstmals eine Fördermenge von über einer Million Tonnen Steinkohle. Das Grubenunglück des darauffolgenden Jahres unterbrach diesen Aufwärtstrend bei den Fördermengen.

„Am dritten April 1944 kam es zu einer Schlagwetterexplosion im Flöz Präsident im Ostfeld auf der dritten Sohle, bei der es 169 Tote gab, darunter 113 russische Kriegsgefangene.“

Durch den Bau einer Scheinanlage im Schafsbusch östlich von Heessen versuchte die Wehrmacht, Fliegerangriffe vom eigentlichen Angriffsziel abzulenken, was nur zeitweise gelang. Rund um die Zeche wurden drei Barackenlager für die Gefangenen angelegt.
Luftangriffe der Royal Air Force am 16. Februar und 27. März 1945 beschädigten die Übertageanlagen stark und forderten zwei Tote im Tagesbetrieb. Bei einem dieser Angriffe wurde außerdem eine Gefangenenbaracke von einer Bombe getroffen; dieser Volltreffer tötete 90 sowjetische Kriegsgefangene. Die Gemeinde Heessen und mit ihr die Schachtanlage wurden vier Tage nach dem letzten schweren Angriff am 27. März 1945 von alliierten Truppen besetzt.

## Nach dem Krieg
Das alliierte Kommando erlaubte bereits am 5. April die Fortsetzung der Arbeit auf der Schachtanlage – am 6. April begannen 120 Belegschaftsmitglieder mit den Aufräumarbeiten. Die Belegschaft wuchs täglich, so dass die Förderung am 15. Mai wieder aufgenommen werden konnte. Die Alliierten wandelten auch die Betreibergesellschaft um. So kam das Bergwerk aus der aufgelösten Steinkohlengewerkschaft der Reichswerke Hermann Göring in die Verwaltung der neu gebildeten Märkischen Steinkohlegewerkschaft mit Sitz in Heessen. Die Felder Prinz Schönaich und Bayern, mitsamt dem abgesoffenen Schacht Bayern, wurden von dem erneut und diesmal endgültig stillgelegten Bergwerk Maximilian übernommen. Die Kokerei konnte erst 1947 den Betrieb wiederaufnehmen, und erst Ende 1950 waren die Aufräum- und Reparaturarbeiten an den Übertageeinrichtungen abgeschlossen.
Der Schacht I auf Sachsen wurde nun tiefer geteuft. Auf 1196 m wurde eine weitere – die vierte – Sohle angelegt. Dies ermöglichte das Überschreiten der Eine-Million-Tonnen-Fördergrenze schon 1951.
Für das Südostfeld wurde die Anlage eines weiteren Wetterschachtes (IV) 1954 nötig. Er lag im Bereich des Exerzierplatzes am Kurpark Hamm und erreichte eine Endteufe von 1182 Metern. Die Feldergröße der Zeche erreichte mit ca. 100 km² 1954 ihre größte Ausdehnung, allerdings war der größte Teil der Felder nicht abbauwürdig. Mit dem Jahr 1956 änderten sich erneut die Eigentumsverhältnisse. Neuer Eigentümer war nun die Aktiengesellschaft für Berg- und Hüttenbetrieb Berlin, Salzgitter. Ebenfalls 1956 wurde mit dem Abbau im Baufeld des neuen Schachtes IV begonnen. Zwei Jahre danach begann man mit den Teufarbeiten für den Schacht V Konrad Ende auf dem Werksgelände neben den Schächten I und II. Er erreichte 1960 das Karbon bei 763 m und wurde als Zentralförderschacht der Anlage eingerichtet. Etwa zeitgleich setzte die Kohlekrise im deutschen Bergbau ein; es kam zu ersten Entlassungen und einem Einstellungsstopp. Investitionen wurden eingeschränkt beziehungsweise unterlassen. Der Erhalt der Schachtanlage wurde zum neuen Betriebsziel, das bislang auf eine Steigerung der Fördermengen gerichtet war.
1962 kam es zu zwei größeren Unglücken, die dem Bergwerk zusätzliche Probleme bereiteten. Am 9. März tötete eine Schlagwetterexplosion 31 Bergarbeiter; ein Gebirgsschlag tötete weitere sechs Mann. Trotzdem erreichte Sachsen in diesem Jahr auch die höchste Fördermenge seit seinem Bestehen: 1.217.015 Tonnen Steinkohle wurden von der 3205 Mann starken Belegschaft gefördert. Weitere Rückschläge blieben jedoch nicht aus. So mussten 1964 wegen geologischer Störungen die Ausrichtungsarbeiten im Südost- und Südwestfeld eingestellt werden. Am 27. März 1964 starben zehn Kumpel beim Riss des Seils während der Seilfahrt.
Mit dem 1. Januar 1970 ging die Zeche in das Eigentum der Ruhrkohle AG über, die zunächst eine Steigerung der Tagesförderung auf 12.000 Tonnen vorsah. Das Ziel ließ sich jedoch nicht erreichen, so dass schließlich das Tagesförderziel auf 6.000 t herabgesetzt werden musste. Geologische Untersuchungen ergaben schlechtere Abbaubedingungen in den Feldern, als man erwartet hatte. Die zahlreichen geologischen Störungen und die Tiefe, in der die Fettkohlereserven lagen, ließen keinen rentablen Abbau zu. Eine Erhöhung der Fördermengen wäre nur durch die Erschließung des Abbaufeldes „Prinz Schönaich“ unter dem Stadtteil Mark möglich gewesen, wozu der Bau eines weiteren Wetterschachts (Schacht VI) in Westtünnen geplant war. Hierzu kam es jedoch nicht mehr.
Am 17. Juli 1972 schloss die RAG die Kokerei auf der Zeche Sachsen. Gebirgsschläge am 8. August 1973 und am 28. Juni 1974 forderten erneut Menschenleben; insgesamt 13 Kumpel kamen zu Tode. Diese Gesamtsituation auf Sachsen und die ohnehin schlechten Bedingungen für den deutschen Steinkohlenbergbau führten schließlich zu den Planungen für die Stilllegung des Betriebes. Die Belegschaft wurde davon am 31. Januar 1976 auf einer Betriebsversammlung informiert. Die Schließung wurde am 15. März des Jahres endgültig vom Vorstand beschlossen, nachdem zwei Gutachten dies unterstützt hatten.
Schon am 4. Juni wurde der letzte Wagen Kohle gefördert und am 30. Juni 1976 die Zeche geschlossen. Die Schächte von Sachsen wurden verfüllt. Dabei kamen drei Bergleute durch eine Schlagwetterexplosion auf Schacht III ums Leben. Dies waren die letzten Toten der Zeche Sachsen. Insgesamt waren auf der Zeche 535 Todesfälle zu verzeichnen. Die Schächte der Zeche Maximilian, deren Felder zuletzt zu Sachsen gehörten, wurden ab 1979 verfüllt. Zuletzt wurde 1981 Schacht Bayern verfüllt.

## Architektur
Die von Alfred Fischer einheitlich gestalteten Tagesanlagen markierten deutlich die Abkehr vom Historismus. Frühe Bauten der Zeche, darunter die 1914 gebaute Maschinenhalle, folgten einem monumentalen Klassizismus, spätere Bauwerke wie Kohlenwäsche und Kokerei (1922–1926) einem strengen Expressionismus. Als einziges Großbauwerk ist die Maschinenhalle erhalten geblieben, auf deren Portal sich der Sinnspruch „Kohle ist Brot“ findet.

## Das Werksgelände heute
Es dauerte Jahrzehnte, bis auf dem ehemaligen Zechengelände ein ökologisch orientierter Gewerbepark – das Öko-Zentrum NRW – mit neuen Arbeitsplätzen geschaffen werden konnte. Es war zwischen 2005 und 2011 Sitz der SRH Hochschule für Logistik und Wirtschaft. Die ehemalige Maschinenhalle ist als Alfred-Fischer-Halle heute eine der größeren Veranstaltungshallen der Stadt und steht seit 1989 unter Denkmalschutz. Die verbliebenen Anlagen der Zeche Sachsen und das Öko-Zentrum NRW gehören zur Route der Industriekultur. Die Halde Sachsen mit ihren drei sehr unterschiedlichen Gipfeln wurde zum Park umgestaltet. Im Rahmen der Local Hero Woche der Stadt Hamm wurde im April 2010 auf einem Gipfel ein acht Meter hohes Kreuz aus Stahl mit Motivplatten angebracht.